# Græsted
Græsted är en ort på Själland i Danmark.   Den ligger i Gribskovs kommun och Region Hovedstaden, 50 km norr om Köpenhamn. Antalet invånare är 3 627.  Närmaste större samhälle är Hillerød, 15 km söder om Græsted. Orten har två hållplatser på Gribskovbanen mellan Hillerød och Gilleleje; Græsted Syd och Græsted.  